# Nuoto ai campionati europei di nuoto 2014 - 1500 metri stile libero maschili
La gara dei 1500 metri stile libero maschili degli Europei 2014 si è svolta il 19 e 20 agosto 2014. Le batterie si sono svolte al mattino del 19 e la finale nel pomeriggio del giorno successivo.

## Podio
| Pos.    | Atleta               | Nazione |
| ------- | -------------------- | ------- |
| Oro     | Gregorio Paltrinieri | Italia  |
| Argento | Pál Joensen          | Fær Øer |
| Bronzo  | Gabriele Detti       | Italia  |

## Record
Prima della manifestazione il record del mondo (RM), il record europeo (EU) e il record dei campionati (RC) erano i seguenti.
| Record mondiale       | 14'31"02 | Sun Yang             | 4 agosto 2012 Londra     |
| Record europeo        | 14'43"21 | Jurij Prilukov       | 17 agosto 2008 Pechino   |
| Record dei campionati | 14'45"37 | Gregorio Paltrinieri | 3 agosto 2013 Barcellona |

Durante la competizione sono stati migliorati i seguenti record:
| Data      | Evento | Atleta               | Nazione | Tempo    | Record |
| --------- | ------ | -------------------- | ------- | -------- | ------ |
| 20 agosto | Finale | Gregorio Paltrinieri | Italia  | 14'39"93 | ,      |

## Risultati

### Batterie
| Pos. | Batteria | Corsia | Atleta               | Nazionalità | Tempo    | Note |
| ---- | -------- | ------ | -------------------- | ----------- | -------- | ---- |
| 1    | 3        | 4      | Gregorio Paltrinieri | Italia      | 14'54"75 | Q    |
| 2    | 2        | 4      | Gabriele Detti       | Italia      | 14'59"24 | Q    |
| 3    | 2        | 3      | Stephen Milne        | Regno Unito | 15'04"86 | Q    |
| 4    | 3        | 5      | Gergely Gyurta       | Ungheria    | 15'05"13 | Q    |
| 5    | 2        | 6      | Jay Lelliott         | Regno Unito | 15'06"88 | Q    |
| 6    | 2        | 8      | Richard Nagy         | Slovacchia  | 15'07"29 | Q    |
| 7    | 2        | 5      | Pál Joensen          | Fær Øer     | 15'08"02 | Q    |
| 8    | 3        | 8      | Antonio Arroyo Pérez | Spagna      | 15'11"86 | Q    |
| 9    | 3        | 2      | Jan Micka            | Rep. Ceca   | 15'13"11 |      |
| 10   | 3        | 0      | Anthony Pannier      | Francia     | 15'17"03 |      |
| 11   | 2        | 0      | Anton Oerskov Ipsen  | Danimarca   | 15'17"14 |      |
| 12   | 3        | 7      | Damien Joly          | Francia     | 15'18"11 |      |
| 13   | 2        | 2      | Joris Bouchaut       | Francia     | 15'19"17 |      |
| 14   | 2        | 7      | Marc Sanchez Torrens | Spagna      | 15'23"61 |      |
| 15   | 2        | 9      | Maarten Brzoskowski  | Paesi Bassi | 15'23"67 |      |
| 16   | 3        | 6      | Samuel Pizzetti      | Italia      | 15'32"01 |      |
| 17   | 1        | 5      | Maxym Shemberyev     | Ucraina     | 15'32"64 |      |
| 18   | 1        | 1      | Nezir Karap          | Turchia     | 15'32"65 |      |
| 19   | 3        | 3      | Sergiy Frolov        | Ucraina     | 15'33"17 |      |
| 20   | 2        | 1      | Gergő Kis            | Ungheria    | 15'40"77 |      |
| 21   | 1        | 2      | Eetu Piiroinen       | Finlandia   | 15'43"18 |      |
| 22   | 1        | 4      | Lukas Ambros         | Austria     | 15'50"93 |      |
| 23   | 1        | 6      | Roman Dmytriyev      | Rep. Ceca   | 15'51"27 |      |
| 24   | 3        | 1      | Pawel Furtek         | Polonia     | 15'52"09 |      |
| 25   | 3        | 9      | Ediz Yıldırımer      | Turchia     | 15'53"64 |      |
| 26   | 1        | 7      | Tomas Novovesky      | Rep. Ceca   | 15'58"52 |      |
| 27   | 1        | 3      | Jan Kutnik           | Rep. Ceca   | 16'09"28 |      |

### Finale
| Pos. | Corsia | Atleta               | Nazionalità | Tempo    | Note           |
| ---- | ------ | -------------------- | ----------- | -------- | -------------- |
|      | 4      | Gregorio Paltrinieri | Italia      | 14'39"93 | Record europeo |
|      | 1      | Pál Joensen          | Fær Øer     | 14'50"59 |                |
|      | 5      | Gabriele Detti       | Italia      | 14'52"53 |                |
| 4    | 3      | Stephen Milne        | Regno Unito | 14'53"83 |                |
| 5    | 2      | Jay Lelliott         | Regno Unito | 14'58"74 |                |
| 6    | 6      | Gergely Gyurta       | Ungheria    | 15'03"26 |                |
| 7    | 7      | Richard Nagy         | Slovacchia  | 15'11"97 |                |
| 8    | 8      | Antonio Arroyo Pérez | Spagna      | 15'16"21 |                |